# The One That Got Away
Singles de Katy Perry
Last Friday Night (T.G.I.F.)
(2011) Part of Me
(2012)
Pistes de Teenage Dream
Circle the Drain E.T.
The One That Got Away est une chanson de la chanteuse américaine pop, Katy Perry. La chanson a été écrite par Perry, Dr. Luke et Max Martin, et a été produite par Dr. Luke et Martin, qui ont notamment produit le précédent single de l'opus, Last Friday Night (T.G.I.F.). The One That Got Away est une ballade pop à mi-tempo (134 bpm) à propos d'un amour perdu. C'est le sixième single extrait du deuxième album de Perry Teenage Dream. Alors que de nombreuses rumeurs couraient au sujet du sixième single de Teenage Dream, annonçant tantôt Peacock ou Hummingbird Hearbeat, Katy Perry a alors annoncée elle-même son prochain single. Le clip est sorti le 11 novembre 2011 sur la chaîne VEVO (YouTube) de Perry.

## Développement
Katy Perry a déclaré
"Je suis si heureuse de sélectionner « The One That Got Away » comme mon sixième single car cette chanson montre un côté très différent de moi que je n'ai pas montré avec mes derniers singles dans cet album, je pense que tout le monde peut s'identifier à cette chanson. Je l'ai écrite avec l'idée : lorsque vous vous promettez quelqu'un pour toujours, mais vous finissez par ne pas être capable de suivre. C'est une histoire douce-amère. J'espère que les personnes qui l'écouteront l'apprécieront". Katy Perry a déclaré en interview que la chanson était à propos de Josh Groban.

## Pochette
La pochette officielle du single The One That Got Away montre une photo en gros plan du visage de Katy Perry portant une sorte de chapeau sur des cheveux de couleur rose.

## Accueil

### Critique
La chanson reçoit une bonne critique des fans, et une assez bonne critique telle que celle du Figaro qui la considère "bonne". Le clip quant à lui fait l'unanimité : "un clip émouvant" (Figaro), Kerri Mason du Billboard le considère comme "Délicieux".
Le magazine Rolling Stone écrit "C'est un beau clip pour une belle chanson."

## Vidéoclip
Le vidéo-clip est sorti le 11 novembre 2011. Il commence lorsque Katy Perry âgée rentre dans sa maison moderne où se trouve son mari actuel. Elle se fait du café et se remémore le passé lorsque la chanson commence. Elle s'assoit sur son lit. Un flashback apparaît avec la jeune Katy Perry et son petit ami, un artiste (joué par Diego Luna). Ils peignent des portraits, se déguisent et prennent des photos d'eux. Ils dansent lors d'une soirée durant laquelle il lui dessine un tatouage avec de l'encre chaude sur le bras. Il y a des flashback avec des photos de Katy Perry âgée sur son lit, n'arrivant pas à trouver le sommeil. De retour dans le flashback, la jeune Katy Perry et son petit ami se disputent, ce qui pousse Katy à éclabousser une de ses toiles avec de la peinture rouge. En effet, il était furieux envers elle car l'inspiration ne lui venait pas. Il quitte alors l'appartement, hors de lui. La jeune Katy Perry est assise à côté de Katy Perry âgée, et elles chantent ensemble. Le peintre monte dans sa voiture et se met à conduire. Il ouvre le pare-soleil au-dessus de lui et trouve le voile que Katy portait lors de la fête. Cependant un énorme rocher se trouve en plein milieu de la route, et il tente de l'éviter mais il tombe dans le ravin... Katy Perry âgée s'approche du bord de la falaise où la voiture était tombée. On peut entendre « You Are My Sunshine » de Johnny Cash en fond. Le fantôme du peintre apparaît et prend la main de Katy Perry âgée, révélant les tatouages identiques qu'ils ont sur leurs bras. Toutefois, par la suite, la chanson de fond s'arrête quand le fantôme a disparu. Katy Perry âgée s'éloigne lentement de la falaise.
Le clip a été visionné plus de 658 000 000 fois sur YouTube.

## Interprétation sur scène
Katy Perry interprète la chanson lors de son California Dreams Tour. Elle l'interprète aussi en version acoustique durant le The Prismatic World Tour

## Liste des pistes
- Téléchargement Digital[4]

1. The One That Got Away – 3:47

- Promo - CD single[5]

1. The One That Got Away – 3:49
2. The One That Got Away (Instrumental) – 3:49

- Remixes - promo - digital[6]

1. The One That Got Away (7th Heaven Club Mix) – 8:03
2. The One That Got Away (7th Heaven Dub Mix) – 6:04
3. The One That Got Away (7th Heaven Mixshow Edit) – 5:51
4. The One That Got Away (7th Heaven Radio Mix) – 4:27
5. The One That Got Away (JRMX Club Mix) – 8:12
6. The One That Got Away (JRMX Mixshow Edit) – 6:31
7. The One That Got Away (JRMX Radio Edit) – 4:19
8. The One That Got Away (Mixin Marc & Tony Svejda Peak Hour Club Mix) – 5:44
9. The One That Got Away (Mixin Marc & Tony Svejda Mixshow Edit) – 4:43
10. The One That Got Away (Mixin Marc & Tony Svejda Radio Edit) – 3:53
11. The One That Got Away (Jon Dixon Radio Edit) - 3:45

- Digital download - remix single[7]

1. The One That Got Away (avec B.o.B) - 4:22

## Crédit artistique et personnel
Crédits adaptés du livret de l'album Teenage Dream.
- Assistant : Tim Roberts, Tatiana Gottwald
- Mixage : Serban Ghenea
- Ingénieur du son : Emily Wright, Sam Holland, John Hanes
- Producteurs : Dr Luke et Max Martin
- Voix : Katy Perry
- Instruments et programmation : Dr Luke et Max Martin
- Auteur-compositeur : Katy Perry, Lukasz Gottwald et Max Martin

## Classements et certifications
| Classement (2011)                           | Meilleure position |
| ------------------------------------------- | ------------------ |
| Australie (ARIA)                            | 27                 |
| Autriche (Ö3 Austria Top 40)                | 20                 |
| Belgique (Flandre Ultratop 50 Singles)      | 35                 |
| Belgique (Wallonie Ultratip 50)             | 1                  |
| Canada (Canadian Hot 100)                   | 5                  |
| République tchèque IFPI                     | 79                 |
| Estonie                                     | 1                  |
| France (SNEP)                               | 30                 |
| Allemagne (Media Control AG)                | 41                 |
| Irlande (IRMA)                              | 13                 |
| Japon (Japan Hot 100)                       | 79                 |
| Liban (Lebanese Top 20)                     | 9                  |
| Pays-Bas (Dutch Top 40)                     | 25                 |
| Nouvelle-Zélande (RMNZ)                     | 12                 |
| Pologne (ZPAV)                              | 1                  |
| Écosse (OCC)                                | 17                 |
| Slovaquie (IFPI Rádio)                      | 11                 |
| Suisse (Schweizer Hitparade)                | 33                 |
| Royaume-Uni (UK Singles Chart)              | 20                 |
| États-Unis (Billboard Hot 100)              | 3                  |
| États-Unis (Billboard Adult Pop Songs),     | 8                  |
| États-Unis (Billboard Pop Songs)            | 1                  |
| États-Unis (Billboard Hot Dance Club Songs) | 3                  |

| Pays             | Organisme | Certification |
| ---------------- | --------- | ------------- |
| Australie        | ARIA      | 2 × Platine   |
| Canada           | CRIA      | 2 × Platine   |
| Nouvelle-Zélande | RIANZ     | Or            |
| États-Unis       | RIAA      | Platine       |

## Historique de sortie
| Pays        | Date             | Format                              | Version               |
| ----------- | ---------------- | ----------------------------------- | --------------------- |
| Australie   | 4 octobre 2011   | CHR, Nights, AC airplay             | Album Version         |
| États-Unis  | 31 octobre 2011  | Mainstream et Rhythmic airplay      | Album Version         |
| États-Unis  | 31 octobre 2011  | Hot/Modern/AC airplay               | Album Version         |
| Monde       | 2 décembre 2011  | EP Remixes Digital                  | Album Version         |
| Royaume-Uni | 4 décembre 2011  | EP Remixes Digital                  | Album Version         |
| États-Unis  | 6 décembre 2011  | EP Remixes Digital                  | Album Version         |
| États-Unis  | 15 décembre 2011 | Top 40/Mainstream et Rhythmic radio | Remix featuring B.o.B |
| Monde       | 20 décembre 2011 | Téléchargement digital              | Remix featuring B.o.B |